# زاگارولو
زاگارولو (به ایتالیایی: Zagarolo) یک کومونه در ایتالیا است که در استان رم واقع شده‌است.

## خصوصیات
زاگارولو ۲۸ کیلومترمربع مساحت و ۱۷٬۸۰۳ نفر جمعیت دارد و ۳۰۳ متر بالاتر از سطح دریا واقع شده‌است.

## خواهرخوانده
شهرهای Nelahozeves و سیکس فور لپلاژ خواهرخوانده‌های زاگارولو هستند.